# Comuna Vârteșcoiu, Vrancea
Vârteșcoiu este o comună în județul Vrancea, Muntenia, România, formată din satele Beciu, Faraoanele, Olteni, Pietroasa, Râmniceanca și Vârteșcoiu (reședința).

## Așezare

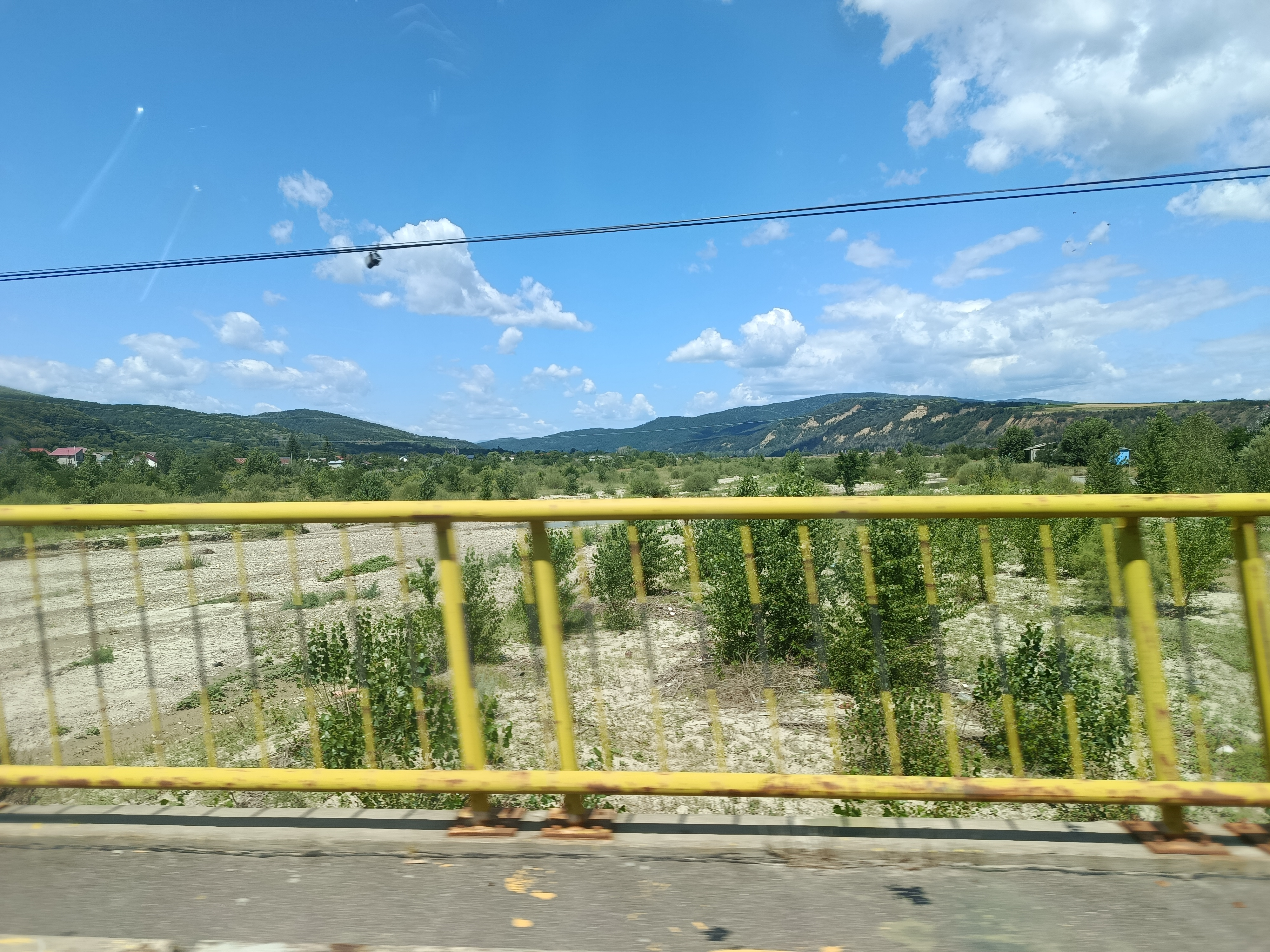
Râul Milcov la Vârteșcoiu

Comuna se află în centrul județului, pe malul drept al râului Milcov, la ieșirea sa dintre dealuri. Comuna se învecinează la nord și nord-est cu orașul Odobești, în vest și nord-vest cu comuna Broșteni, spre vest cu comuna Mera, la sud cu comuna Cârligele, iar la sud-est cu comuna Câmpineanca.

## Istorie
La sfârșitul secolului al XIX-lea, comuna făcea parte din plasa Orașul a județului Râmnicu Sărat și era formată din satele Rotărești, Vârteșcoiu, Olteni și Beciu, cu o populație de 1565 de locuitori. În comună erau trei biserici (la Rotărești – din 1868; la Olteni – din 1860; și la Vârteșcoiu o biserică veche, fost schit de călugări), și o școală mixtă fondată în 1881. La acea vreme, pe teritoriul actual al comunei, funcționa în aceeași plasă și comuna Faraoanele, cu satele Faraoanele și Pietroasa, având 793 de locuitori, o biserică și o școală mixtă cu 53 de elevi (dintre care o fată).
Anuarul Socec din 1925 consemnează comunele în plasa Cotești a aceluiași județ, având aceeași alcătuire. Comuna Vârteșcoiu avea 1717 locuitori, iar comuna Faraoanele — 1074. În anul 1931, comunei Vârteșcoiu îi se alipește și satul Râmniceanca.
În 1950, comunele au fost arondate raionului Focșani din regiunea Putna, apoi (după 1952) din regiunea Bârlad și (după 1956) din regiunea Galați. În 1968, au fost trecute la județul Vrancea, iar comuna Faraoanele a fost desființată, satele ei fiind incluse în comuna Vârteșcoiu, iar satul Rotărești a fost desființat și a fost comasat cu satul Vârteșcoiu.

## Demografie
Componența etnică a comunei Vârteșcoiu
     Români (94,48%)
     Alte etnii (0,06%)
     Necunoscută (5,47%)
Componența confesională a comunei Vârteșcoiu
     Ortodocși (93,39%)
     Alte religii (0,85%)
     Necunoscută (5,76%)
Conform recensământului efectuat în 2021, populația comunei Vârteșcoiu se ridică la 3.421 de locuitori, în creștere față de recensământul anterior din 2011, când fuseseră înregistrați 3.151 de locuitori. Majoritatea locuitorilor sunt români (94,48%), iar pentru 5,47% nu se cunoaște apartenența etnică. Din punct de vedere confesional, majoritatea locuitorilor sunt ortodocși (93,39%), iar pentru 5,76% nu se cunoaște apartenența confesională.

## Politică și administrație
Comuna Vârteșcoiu este administrată de un primar și un consiliu local compus din 13 consilieri. Primarul, Viorel Mârza[*], de la Partidul Social Democrat, este în funcție din 2012. Începând cu alegerile locale din 2024, consiliul local are următoarea componență pe partide politice:
|  | Partid                          | Consilieri | Componența Consiliului | Componența Consiliului | Componența Consiliului | Componența Consiliului | Componența Consiliului | Componența Consiliului | Componența Consiliului | Componența Consiliului | Componența Consiliului | Componența Consiliului | Componența Consiliului |
|  | ------------------------------- | ---------- | ---------------------- | ---------------------- | ---------------------- | ---------------------- | ---------------------- | ---------------------- | ---------------------- | ---------------------- | ---------------------- | ---------------------- | ---------------------- |
|  | Partidul Social Democrat        | 11         |                        |                        |                        |                        |                        |                        |                        |                        |                        |                        |                        |
|  | Partidul Național Liberal       | 1          |                        |                        |                        |                        |                        |                        |                        |                        |                        |                        |                        |
|  | Alianța pentru Unirea Românilor | 1          |                        |                        |                        |                        |                        |                        |                        |                        |                        |                        |                        |

## Transport
Este traversată de șoselele județene DJ205B și DJ205C. Ambele o leagă spre nord de Broșteni. Primul duce spre sud la Cârligele, Cotești și Urechești (unde se termină în DN2), iar al doilea duce spre sud-est la Cârligele și Golești (unde se intersectează cu același DN2) și mai departe la Slobozia Ciorăști. La Râmniceanca, din DJ205B se ramifică DJ205S, o altă șosea județeană care se intersectează la Vârteșcoiu cu DJ205C și duce mai departe spre est la Câmpineanca și Focșani (unde se termină în DN2D).

## Monumente istorice
Șase obiective din comuna Vârteșcoiu sunt incluse în lista monumentelor istorice din județul Vrancea ca monumente de interes local. Cinci dintre ele sunt situri arheologice — situl de la Beciu cuprinde urmele unor așezări din eneolitic (cultura Cucuteni) și din Epoca Bronzului (cultura Monteoru, fazele Ic3, Ic4, IIb); situl de la Faraoanele dintre pârâul satului și Valea Oalelor cuprinde vestigii din eneolitic (cultura Cucuteni faza A) și Epoca Bronzului timpuriu (cultura Horodiștea-Foltești); așezarea de la „Curături” de la 1 km de satul Faroanele datează din perioada eneoliticului și este atribuită aceleiași culturi Cucuteni; situl de la cariera de argilă Vârteșcoiu conține urmele unor așezări și necropole din Epoca Bronzului (cultura Monteoru fazele Ic4, Ic2, IIa–IIb) și din Epoca Medievală (secolele al XII-lea–al XIII-lea); ultimul sit, cel din dealul Titila de la Vârteșcoiu cuprinde vestigiile unei așezări cu necropolă din secolele al II-lea–al III-lea e.n. aparținând culturii carpice, precum și o așezare din epoca migrațiilor (secolul al IV-lea e.n.) atribuită culturii Cerneahov. Al șaselea monument istoric, monumentul eroilor din Războiul Ruso-Turc (1877-1878), ridicat în incinta școlii din satul Vârteșcoiu în anul 1909, este clasificat ca monument memorial sau funerar.